# Ludność Starogardu Gdańskiego

## LudnośćStarogardu Gdańskiego
- 1817 - 2 616 (w tym 451 Żydów)[1]
- 1846 - 3 868   (w tym 687 Żydów)[1]
- 1849 - 3 958   (w tym 685 Żydów)[1]
- 1867 - 5 568   (w tym 796 Żydów)[1]
- 1871 - 5 822   (w tym 802 Żydów)[1]
- 1875 - 6 022[2]   (w tym 628 Żydów)[1]
- 1880 - 6 253[2]
- 1885 - 6 634[3]   (w tym 529 Żydów)[1]
- 1890 - 7 080   (w tym 454 Żydów)[2]
- 1895 - 7 739   (w tym 402 Żydów)[1]
- 1905 - 10 485   (w tym 352 Żydów)[1]
- 1910 - 10 419   (w tym 275 Żydów)[1]
- 1923 - 10 612   (w tym 59 Żydów)[1]
- 1928 - 11 821   (w tym 56 Żydów)[1]
- 1931 - 13 356
- 1935 - 13 316   (w tym 136 Żydów)[1]
- 1939 - 16 000
- 1946 - 15 081   (spis powszechny)
- 1950 - 17 130   (spis powszechny)
- 1955 - 20 675
- 1960 - 25 881   (spis powszechny)
- 1961 - 27 000
- 1962 - 27 800
- 1963 - 28 600
- 1964 - 29 100
- 1965 - 29 552
- 1966 - 30 100
- 1967 - 30 300
- 1968 - 30 700
- 1969 - 31 300
- 1970 - 33 700   (spis powszechny)
- 1971 - 34 200
- 1972 - 35 100
- 1973 - 36 500
- 1974 - 37 760
- 1975 - 39 461
- 1976 - 40 700
- 1977 - 41 700
- 1978 - 42 100   (spis powszechny)
- 1979 - 43 300
- 1980 - 44 243
- 1981 - 44 842
- 1982 - 45 727
- 1983 - 44 623
- 1984 - 44 973
- 1985 - 45 591
- 1986 - 46 129
- 1987 - 46 940
- 1988 - 47 752   (spis powszechny)
- 1989 - 48 043
- 1990 - 49 539
- 1991 - 49 797
- 1992 - 50 130
- 1993 - 50 370
- 1994 - 50 526
- 1995 - 50 700
- 1996 - 50 689
- 1997 - 50 751
- 1998 - 50 723
- 1999 - 50 622
- 2000 - 50 529
- 2001 - 50 647
- 2002 - 48 927   (spis powszechny)
- 2003 - 48 579
- 2004 - 48 328
- 2005 - 48 229
- 2006 - 48 021
- 2007 - 48 189
- 2008 - 48 313
- 2009 - 48 239
- 2010 - 48 185
- 2011 - 49 101
- 2012 (30 czerwca) - 49 075
- 2013 (30 czerwca) - 48 690[4]

## Powierzchnia Starogardu Gdańskiego
- 1995 - 24,93 km²
- 2001 - 25,27 km²
- 2006 - 25,28 km²